# ETTU Europe Trophy
Die ETTU Europe Trophy ist der drittwichtigste kontinentale Wettbewerb für Vereinsmannschaften im europäischen Tischtennis, nach der Champions League und dem ETTU Cup. Der Europäische Tischtennisverband ETTU organisiert diesen Pokal seit der Saison 2021/22 sowohl für Männer- als auch für Frauenmannschaften.

## Ergebnisse

### Herren
| Saison    | Sieger                       | Finalgegner                             |
| --------- | ---------------------------- | --------------------------------------- |
| 2021/2022 | SKST Tesla Batteries Havirov | Arteal Tenis De Mesa                    |
| 2022/2023 | Olympiakos Piräus            | KS Global Pharma Orlicz 1924 Suchedniów |
| 2023/2024 | Panathinaikos Athen          | Arteal Tenis De Mesa                    |
| 2024/2025 | STK Novi                     | MSK Čadca                               |

### Damen
| Saison    | Sieger              | Finalgegner          |
| --------- | ------------------- | -------------------- |
| 2021/2022 | Panathinaikos Athen | TT Moravský Krumlov  |
| 2022/2023 | Joué-lès-Tours FCT  | Sarises Florinas     |
| 2023/2024 | Dr. Časl            | CP Lyssois Lille MCP |
| 2024/2025 | STK Aquaestil       | Josip Kolumbo        |